# Союз фашистських крихіток
«Союз фашистських крихіток» (рос. Союз фашистских крошек) — дитяча організація (Все-)Російської фашистської партії.

## Історія
Організація створена в 1934 році у Харбіні. В організацію могли вступити «російські хлопчики і дівчатка, які вірять в Бога, що люблять Росію, поважають Труд». Організація діяла відповідно до «Статуту Союзу фашистських крихіток».

## Мета

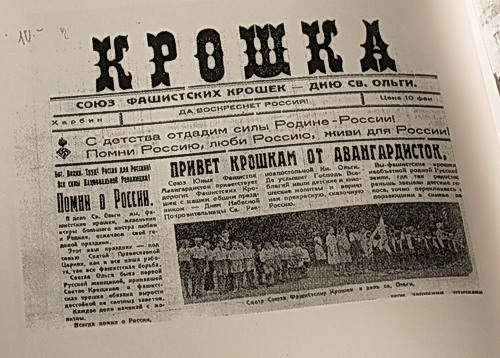
Перша шпальта газети СФК — «Крошка»

Заявлена мета союзу — «порятунок Російських дітей від впливу вулиці і денаціоналізації, виховання їх для майбутньої Росії в релігійно-національному фашистському дусі». 
Членами Союзу могли бути діти російських емігрантів у віці від 3 до 10 років. Для вступу в союз було досить записки батьків про згоду.
Члени організації поділялися на:
- просту фашистську крихітку;
- розумну крихітку;
- крихітку-всезнайку;
- крихітку-авангардиста.

Після досягнення 10-річного віку дитина переходила в «Авангард» — «Союз юних фашистів» або «Союз юних фашисток».